# Vlag van Olomouc

Vlag van de regio Olomouc (ratio 2:3)

De regionale vlag van Olomouc is, net als alle andere Tsjechische regionale vlaggen (uitgezonderd de vlag van Praag), ingedeeld in vier kwartieren. De vlag is sinds 27 juni 2001 in gebruik.
Het eerste kwartier toont de adelaar van Moravië, die ook op het wapen van Tsjechië staat. Deze adelaar is in rood-witte kleuren volgens een schaakbordpatroon.
Het tweede kwartier toont de adelaar van (Neder-)Silezië, die ook in andere Silezische wapens en in het wapen van Tsjechië staat. Zo lijkt het ontwerp van het wapen van het Poolse woiwodschap Neder-Silezië sterk op het wapen in deze vlag. Het gaat om een zwarte adelaar op een geel veld; de adelaar heeft een witte halve maan op zijn borst, voorzien van kruizen.
Het derde kwartier toont een blauwe golvende horizontale band, die de tussen akkerbouwland stromende rivier de Morava symboliseert.
Het vierde kwartier toont de letters SPQO, afkomstig uit het wapen en de vlag van de regionale hoofdstad Olomouc. Deze tonen de Moravische adelaar tussen deze vier letters. De vier letters staan voor Senatus Populusque Olomouci, "Senaat en Volk van Olomouc". Dit is afgeleid van het Romeinse SPQR en verwijst naar de Romeinse geschiedenis van de stad.

Vlag van Moravië
Vlag van woiwodschap Neder-Silezië
Vlag van de stad Olomouc